# Ajuntament Vell de Collbató
L'Ajuntament Vell de Collbató és un edifici del municipi de Collbató (Baix Llobregat) protegit com a bé cultural d'interès local.

## Descripció
Es tracta d'un edifici entre mitgeres, alt i estret, amb un clar predomini de la línia vertical per damunt de l'horitzontal. La finca ocupa un solar d'uns 100 m². Consta d'un soterrani amb volta de pedra, de planta baixa amb un porxo posterior que dona a un pati descobert, la primera planta està separada en dues sales per l'escala i per acabar, hi ha les golfes que tenen una alçada considerable. Els materials constructius són de pedra, la tàpia, el maó i l'arrebossat de morter de calç. Els sostres són fets de bigues de fusta disposades ortogonalment a la línia de màxima pendent sobre la qual hi ha llates que suporten teules àrabs col·locades en sec.

## Història
És una casa tradicional típica de la zona de Collbató. Inicialment era destinada a habitatge, amb dependències per a les tasques agrícoles, però després es va reconvertir en edifici d'equipaments. Durant el segle XX ha acollit primer l'ajuntament i després la biblioteca i el casal d'avis. Conserva encara força elements arquitectònics tradicionals, com el paviment, les finestres, l'arc de pedra de l'entrada o el soterrani, molt típic de Collbató. Es proposa destinar la casa, ara abandonada, a equipament social o cultural.